# Facteur de risque cardiovasculaire
Pour un article plus général, voir Maladie cardiovasculaire.
Un facteur de risque cardiovasculaire ou facteur de RCV correspond à un état physiologique, pathologique ou une habitude de vie corrélée à une incidence accrue d'une maladie cardiovasculaire.
Les facteurs de risque cardiovasculaire sont des facteurs de risque de l'athérome. L'athérome consiste en l'atteinte des artères, entraînant leur rétrécissement et pouvant aboutir à leur occlusion. Cette maladie artérielle est responsable :
- de l'angine de poitrine ou de l'infarctus du myocarde si elle atteint les artères coronaires ;
- de 80 % des accidents vasculaires cérébraux si elle atteint les artères à destinée encéphalique ;
- d'une artériopathie oblitérante des membres inférieurs en cas d'atteinte des artères des membres inférieurs.

Les hémorragies cérébrales représentent 20 % des accidents vasculaires cérébraux. Les autres hémorragies internes ou extériorisées peuvent aussi être mortelles, mais le sont moins fréquemment que les hémorragies cérébrales.

## Historique
L'étude de Framingham a été mise en place en 1948, permettant de suivre la santé cardiaque de la population d'une petite ville américaine et de corréler différents paramètres avec le risque de survenue d'une maladie cardiovasculaire. Les deux premiers facteurs de risque, l'hypertension et l'hypercholestérolémie, ont pu être ainsi identifiés dans le début des années 1960. Ces données ont été confirmées par celles d'autres pays, notamment à Helsinski dans les années 1970.
En 2018 en France les crises cardiaques ou accidents vasculaires cérébraux, les maladies cardioneurovasculaires sont devenues la première cause de mortalité chez les femmes et la seconde pour les hommes, avec 16,1 milliards/an de prise en charge pour 4,5 millions de patients touchés. 
La Cour des comptes montre que la prévention n'est pas assez soutenue sauf pour la lutte anti-tabac qui depuis 2017 a porté le prix du paquet de cigarettes à 10 euros. La Cour recommande de « relever les droits d'accise sur l'ensemble des boissons alcoolisées et la contribution sur les boissons contenant des sucres ajoutés », elle déplore que le Nutri-Score ne soit toujours pas obligatoire et estime que les médecins de ville devraient être plus moteurs de prévention. Il faudrait aussi relever et généraliser les seuils d'activité pour les établissements prenant en charge des chirurgies cardioneurovasculaires.

## Facteurs de risque
Ils ont été retrouvés lors d'études épidémiologiques prospective : une population dont les caractéristiques initiales sont connues est suivie médicalement pendant de nombreuses années. Les corrélations entre survenue d'accidents vasculaires et certaines de ces caractéristiques initiales peuvent être alors analysées statistiquement. 
La plus connue de ces études reste celle de Framingham, petite ville américaine où l'ensemble de la population adulte (près de 5 000 personnes) a été suivi médicalement durant plus de 20 ans. La première publication de cette étude identifiant des facteurs de risque remonte à 1961.
Ces facteurs de risque permettent ainsi de calculer la probabilité qu'a un individu d'avoir un accident vasculaire dans un délai déterminé. Des scores de risque sont ainsi disponibles, permettant de définir si une personne est à haut risque ou à bas risque, ce qui permet une stratégie adaptée, différente suivant le niveau de risque.
En toute rigueur, la prise d'actions permettant de réduire un facteur de risque ne signifie pas obligatoirement que l'on diminue le risque vasculaire. En effet, le facteur de risque en question peut être simplement un marqueur n'intervenant aucunement dans la genèse de l'athérome. Il faut alors prouver l'efficacité de ces actions à travers des études interventionnelles montrant la corrélation entre l'efficacité de ces actions sur le risque et la diminution des accidents vasculaires. 
Ces études interventionnelles ont été menées avec un certain succès sur les facteurs de risque « classiques » (diabète, tabagisme, hypertension artérielle (HTA), dyslipidémie). Elles restent à faire, en particulier sur certains marqueurs biologiques du risque vasculaire.

### Facteurs irréversibles
- âge (le risque augmente avec l'âge) ;
- sexe (masculin ou en cas de ménopause précoce chez la femme) ;
- facteurs génétiques (hérédité) : en dehors des autres facteurs de risque, le risque héréditaire est bien établi, sans que le mécanisme exact ait pu être déterminé. Une mutation d'un nucléotide dans la région p21.3 du chromosome 9 serait corrélée au risque cardiaque de manière modérée[5].

### Facteurs évitables ou curables
- hypertension artérielle ;
- diabète de type 1 ou de type 2 ;
- tabagisme ;
- sédentarité[6] ;
- dyslipidémies : entre autres l'excès de cholestérol dans le sang (hypercholestérolémie), et surtout le « mauvais » cholestérol (Lipoprotéine de basse densité [LDL]) par excès de consommation de graisses saturées ou de graisses insaturées trans. L'augmentation des triglycérides est également un facteur de risque reconnu des maladies cardiovasculaires, mais son caractère indépendant (un patient ayant un taux élevé de triglycérides est très souvent obèse, diabétique, ...) n'est pas attesté[7] ;
- surpoids ou obésité, notamment si elle est abdominale (le périmètre abdominal étant mieux corrélé au risque cardiovasculaire que l'indice de masse corporelle[8], pourtant très largement utilisé).

Du point de vue de l'alimentation, les facteurs de risque connus sont la consommation de viandes rouges, charcuteries, graisses saturées, acides gras trans, et de sel. Les risques associés à une prise trop importante de sel (au-delà de 6 g de sodium par jour) serait néanmoins moindre qu'une prise insuffisante (en dessous de 3 g de sodium par jour). Un facteur de risque probable est la consommation de sucres ajoutés,.
Les facteurs protecteurs sont la consommation de fruits et légumes, céréales complètes, légumineuses, poisson, ail, noix, et d'huile d'olive. Les facteurs qui pourraient être protecteurs sont la consommation d'omega-3, soja, huile de colza, produits laitiers, aspirine. Il existe des doutes sur les vertus supposées du vin rouge dans le cas de consommation modérée,,.
Est également protectrice la restriction calorique.

### Facteurs difficilement mesurables ou dépendant d'autres facteurs de risque
Les facteurs de risque suivants sont suspects, sans en avoir une preuve formelle, essentiellement en raison d'une difficulté de quantification et de définition :
- stress[26].

Le facteur de risque suivant est dit dépendant, car sa présence est corrélée aux autres facteurs de risque déjà cités : 
- hyperuricémie.

### Facteurs psychologiques
Ils sont difficiles à analyser, car leur quantification n'est guère aisée. La dépression, l'anxiété et le caractère colérique sont les facteurs les plus étudiés : la meilleure corrélation avec le risque de survenue d'un accident cardiaque semble être l'anxiété. De même, l'association de ces trois caractères chez la même personne est également faiblement corrélée avec le risque cardiaque. Un comportement hostile, par ailleurs, doublerait le risque de développer une maladie cardiaque dans les 10 ans.

### Facteurs de risque en cours d'évaluation
Les facteurs de risque suivants ont été déterminés récemment, mais leur place précise reste à déterminer (dépendants ou indépendants). Il n'y a, en particulier, peu ou pas d'études prouvant directement une efficacité de la réduction de ces facteurs de risque dans la maladie vasculaire :
- augmentation de la protéine C réactive[30] ;
- augmentation de la BNP[31] ;
- augmentation du fibrinogène[32] ;
- augmentation de l'homocystéine [33] ;
- pollution atmosphérique par de fines particules[34].

- le travail posté, inversant les moments sommeil / veille, ainsi que les dérèglements du rythme circadien, ou rythme biologique, dus à une désorganisation de l'emploi du temps soutenue, provoque des effets nuisibles sur l'organisme, et notamment sur l'activité cardiovasculaire[35],[36]. La récupération correcte produite par le sommeil nocturne, qui vise à rétablir l’équilibre physiologique interne (homéostasie) perturbé par l’activité de la veille, est empêchée car les moments de production d'hormones nocturnes (somatropines) ou diurnes sont désynchronisés.

Aux États-Unis, le plomb présent dans l'environnement (en particulier les plomberies, les peintures ou l'essence) a été identifié comme facteur pouvant contribuer à ces maladies. Il pourrait causer 412 000 morts par an aux États-Unis.

## Échelles de risque
Ils permettent, par une modélisation, d'estimer le risque d'événements cardiovasculaires en tenant compte de plusieurs paramètres. L'un des plus utilisés en Europe est le SCORE (Systematic coronary risk evaluation). Il permet d'estimer la probabilité de décès par maladie cardiovasculaire à 10 ans grâce à des abaques tenant compte du sexe, de l'âge, du tabagisme, du niveau de la tension et du cholestérol. 
D'autres échelles sont possibles. Celle développée par la National Health and Nutrition Examination Survey (NHANES) a l'avantage de ne reposer que sur des données d'examen clinique ou d'interrogatoire, sans prendre en compte les résultats biologiques (pression artérielle, tabagisme, antécédent de diabète et indice de masse corporelle). Cette échelle semble donner des résultats équivalents en termes de prédiction.
Ces échelles sont utiles pour décider de la mise en route ou non de certains traitements lorsqu'elles atteignent un certain seuil. C'est le cas, notamment, dans les recommandations anglaises pour la prescription de statines, médicaments hypocholestérolémiants.

## Prévention
La prévention des maladies cardiovasculaires commence très jeune, grâce à un exercice physique régulier et une alimentation équilibrée, diversifiée, par exemple par une pratique alimentaire la plus proche possible du régime crétois.
Pour disposer d'un diagnostic personnalisé, la prévention passe aussi par un dépistage réalisé par un médecin (basé sur un interrogatoire, un examen clinique complet et un prélèvement sanguin). En 2025, une étude prospective TASCFORCE, conduite sur une cohorte de 1495 participants sans antécédents de maladies cardiovasculaires mais jugés à risque faible et intermédiaire, a montré que l'IRM — 10 ans avant un premier infarctus — peut montrer un remodelage du ventricule gauche, qui est prédictif de risque cardiovasculaire dans les 10 ans, avec une différence selon le genre : chez l'homme, une masse ventriculaire gauche élevée est associé à un risque accru (« Chez les hommes, nous avons constaté que l'hypertrophie du ventricule gauche, associée aux crises cardiaques et aux accidents vasculaires cérébraux, était liée à la pression artérielle diastolique. Ce niveau correspondait à ce que nous considérons comme normal, bien qu'il se situe dans le niveau supérieur [de la normale] » explique Jill Belch), alors que chez la femme, c'est le ratio masse-volume de ce ventricule qui s'avère plus prédictif (« Chez les femmes, nous avons trouvé un lien entre l'augmentation de la masse du ventricule gauche et le cholestérol. Là encore, ce niveau se situait dans le haut de ce que nous considérons comme normal. Les niveaux de tension artérielle et de cholestérol étaient tels que, normalement, aucun traitement préventif n'aurait été proposé. »). L'étude invite donc à une approche plus personnalisée et préventive du risque cardiovasculaire.

### Prévention primaire: comportements simples
La prévention primaire rassemble tout ce qui permet d'éviter les incidents ou accidents cardiovasculaires (comme infarctus ou accident vasculaire cérébral) chez une personne n'ayant jamais eu ces maladies, dans une stratégie de réduction des risques ou « RDR ».
Adopter un mode de vie sain est le meilleur moyen de prévenir et le seul moyen d'inverser le cours de la maladie :
- une alimentation à base d'aliments complets d'origine végétale ;
- une activité physique d'endurance régulière (marche rapide, vélo) pour un total de 3 heures par semaine ;
- arrêter le tabagisme le cas échéant.

#### Alimentation
L'alimentation est le moyen de prévention le plus important :
- diminution de l'apport en sel, souvent double ou triple du maximum recommandé. Voir l'exemple de la Finlande, où une réduction de 30 à 35 % des apports en sel, au cours des 30 dernières années, a largement contribué à la chute de 75 % de la mortalité cardiovasculaire chez les moins de 65 ans. Principalement grâce à une baisse de plus de 1 point de la pression artérielle moyenne de la population. « Salez moins, vous vivrez plus léger et plus longtemps »[réf. nécessaire] ;
- pratiques alimentaires :
  - pauvres en graisses trans caractéristiques de l'alimentation industrielle (huiles pressées à chaud, margarines solides, produits de pâtisserie, pizzas, biscuits, etc.)[réf. nécessaire] ;
- correction d'un surpoids ou actions sur une obésité ;

- s'orienter vers une alimentation de type méditerranéen (régime crétois)[réf. nécessaire] : 
  - riche en poisson (surtout poissons gras : sardine, maquereau), légumes et fruits frais, fruits secs, céréales (base de l’apport énergétique), notamment les céréales non raffinées riches en fibres alimentaires, légumineuses, huile d'olive, acides gras omega-3,
  - les fruits et légumes protègent le cœur et les vaisseaux sanguins. Grâce à leur richesse en antioxydants et en fibres alimentaires, les fruits et les légumes préviennent l'oxydation du cholestérol afin d'empêcher l'apparition de maladies cardiovasculaires, premières causes de mortalité dans de nombreux pays développés. Selon l'étude scientifique internationale Interheart publiée le 20 octobre 2008, les personnes ayant une alimentation riche en fruits et en légumes « ont 30 % de risque en moins de subir une crise cardiaque que celles en consommant pas ou peu »[44].

Les mesures de santé publique prises en Finlande dans ce sens ont montré leur efficacité très nette sur la durée[source insuffisante].

#### Activité physique bénéfique pour la santé ouAPBS
- Activité physique régulière et adaptée à la personne, de type marche, vélo ou natation. Même un exercice minime pourrait réduire le risque cardiaque, et la réduction de ce dernier semble corrélé avec l'importance de l'exercice[46].

#### Arrêt du tabac
- Arrêt du tabac (diminue l'incidence de l'IDM) et lutte contre le tabagisme passif : 2/3 des 5 000 décès annuels en France liés au tabagisme passif sont d’origine cardiovasculaire[47].

### Prévention secondaire
La prévention secondaire rassemble ce qu'il convient de faire pour éviter une récidive, ou une aggravation d'un tel incident ou accident cardiovasculaire lorsqu'il survient. La distinction entre prévention primaire et secondaire est importante : le risque de nouvel accident est bien plus grand chez une personne ayant fait un premier accident vasculaire. La prévention doit en être alors particulièrement rigoureuse.

#### Traitement médicamenteux
Les facteurs de risque peuvent être diminués en cas d'échec des mesures citées ci-dessus, ou s'il faut de manière drastique agir sur ces facteurs de risque (par exemple après un accident cardiaque) :
- traitement médicamenteux d'une hypercholestérolémie en cas d'échec du régime alimentaire seul ;
- traitement d'une hypertension artérielle (diminution de l'incidence des accidents vasculaires cérébraux (AVC), action non prouvée dans le cadre de l'infarctus du myocarde (IDM)) ;
- équilibre glycémique optimal ;
- antiagrégants plaquettaires (de type aspirine par exemple) en prévention secondaire ;
- reprise ou augmentation de l'activité physique avec, si nécessaire, passage dans un centre de réadaptation cardiaque à l'effort pour que celle-ci se fasse sous surveillance médicale.

Ne pas oublier :
- qu'il s'agit là de médicaments, donc non dépourvus d'effets secondaires, surtout s'ils sont pris à vie : « Plus de la moitié des patients qui commencent un traitement anticholestérol n’ont pas essayé au préalable un régime pauvre en graisses. Or ces médicaments, pris à vie, présentent des risques d’atteintes musculaires » selon La Mutualité française[48] ;
- et que ces médicaments peuvent aussi interagir avec d'autres médicaments.

#### Approche non médicamenteuse
La lutte contre le stress psychosocial par la technique de méditation transcendantale réduirait significativement le risque de mortalité, d'infarctus du myocarde et d'accident vasculaire cérébral chez les patients atteints de maladie cardiovasculaire et coronarienne comme chez les sujets sains. 
Chez des sujets Afro-Américains ces changements ont été associés à une diminution de la pression artérielle et des facteurs de stress psychosociaux.

### Limites des médicaments et de la prévention
L'efficacité d'une mesure préventive ou de médicaments prescrits à titre de prévention doit être évaluée : la mesure doit non seulement agir dans le bon sens vis-à-vis du facteur de risque visé (tension artérielle, lipide…), mais aussi et surtout prouver son efficacité dans la réduction du nombre d'accidents cardiovasculaires à long terme. Par exemple, certains médicaments ayant une efficacité démontrée sur la baisse du cholestérol n'ont pas cependant démontré qu'ils apportent une baisse en termes de survenue de maladies cardiovasculaires.
Même si les facteurs de risque sont bien identifiés, l'efficacité des mesures de lutte appliquées au niveau d’une population est souvent limitée : en Europe, entre 1995 et 2006, en dépit des campagnes de sensibilisation et des recommandations des professionnels de santé, la proportion des fumeurs n'a pas baissé, pas plus que celle des hypertendus non stabilisés. La prévalence de l'obésité et du diabète a sensiblement augmenté. Seul le niveau du cholestérol a globalement diminué.
Cependant, les mesures de santé publique prises en Finlande, qui ont réussi à modifier les comportements de la population, ont montré une efficacité très nette sur la durée.